# Деннис, Том
Томас Артур Де́ннис (англ. Thomas Arthur Dennis, 1881—1939) — английский профессиональный игрок в снукер и английский бильярд.
Участвовал в четырёх финалах чемпионатов мира (1927, 1929−1931), и все проиграл Джо Дэвису. В 1931 году, когда первенство проводилось в Ноттингеме, Деннис вёл в финальном матче со счётом 14:10, а затем 19:16, но в итоге уступил Дэвису — 21:25. Примечательно, что в 1931 году Том и Джо были единственными участниками чемпионата мира.
Свою последнюю игру на чемпионате Том провёл в 1933 году.